# Castilleja tenuiflora
Castilleja tenuiflora es una especie de planta herbácea, considerada una maleza, perteneciente a la familia Orobanchaceae. Es originaria del sur de los Estados Unidos y de México.

## Descripción
Se trata de una herbácea perenne de 30 centímetros hasta 1 metro de altura. Los tallos son muy ramificados. Las inflorescencias, como con otras especies del género Castilleja, tienen una serie de brácteas dispuestas en racimos, en colores brillantes entre rojo y anaranjado; las flores son delgadas y amarillas.
Habita en orillas de caminos y bordes de tierras de cultivo, por lo que se considera una maleza. También se encuentra en bosques madrenses de pino-encino, pastizales y matorrales xerófilos. Prefiere los climas semisecos y templados de la Mesa del Centro y el Eje Neovolcánico, donde se encuentra hasta los 3300 m s. n. m.

## Taxonomía
Castilleja tenuiflora fue descrita en 1839 por George Bentham en su Plantas Hartwegianas imprimis Mexicanas.

### Etimología
- Castilleja: nombre genérico, otorgado en honor del botánico español Domingo Castillejo (1744-1793)
- tenuiflora: epíteto latino que significa "de flores delgadas o finas"[5]

### Sinonimia
- C. angustifolia Mart. & Galeot.
- C. anthemidifolia Benth.
- C. canescens Benth.
- C. integrifolia Kunth (ilegítimo)
- C. laxa A.Gray
- C. retrorsa Standl.
- C. scabridula Eastw.
- C. setosa Pennell
- C. tancitaroana Nesom[6]

### Nombres comunes
Bella Inés, hierba del cáncer, calzón de indio, saca miel, garañona y cola de borrego.

## Herbolaria
Esta planta se usa extensamente como tratamiento naturista para diversos padecimientos, como el cáncer, la tos ferina, las enfermedades gastrointestinales, de hígado y de riñón.